# Bruno Steinbrecher
Bruno Steinbrecher (24. února 1829 Moravská Třebová – 5. nebo 7. června 1895 Šumperk) byl rakouský politik německé národnosti z Moravy, v 2. polovině 19. století poslanec Říšské rady.

## Biografie
Působil jako advokát v Mohelnici a jako notář a advokát v Šumperku.
Počátkem 60. let se zapojil do politiky V doplňovacích volbách 13. listopadu 1866 byl zvolen na Moravský zemský sněm za kurii městskou, obvod Mohelnice, Loštice, Litovel, Huzová. Mandát obhájil v zemských volbách v lednu 1867, i v krátce poté vypsaných zemských volbách v březnu 1867, stejně jako v zemských volbách v roce 1870, obou zemských volbách roku 1871, zemských volbách v roce 1878, zemských volbách v roce 1884 i zemských volbách v roce 1890. Zemský sněm ho roku 1869 zvolil i do celostátního parlamentu, Říšské rady (tehdy ještě nepřímo volené zemskými sněmy). 11. prosince 1869 složil poslanecký slib. Do vídeňského parlamentu ho zemský sněm delegoval i roku 1870 a 1871.
Zemřel v červnu 1895.